# Quế lợn
Quế lợn hay còn gọi quế rừng, rè hương (danh pháp khoa học: Cinnamomum iners) là loài thực vật có hoa trong họ Nguyệt quế. Loài này được Reinw. ex Blume miêu tả khoa học đầu tiên năm 1826.